# Unity
Unity je lupina (angleško shell) za grafično namizno okolje GNOME, ki ga je razvil Canonical Ltd za svoj operacijski sistem Ubuntu. Prvič je debitiral v netbook izdaji Ubuntu 10.10. Oblikovan je tako, da bolj učinkovito izrabi namizno površino na majhnih zaslonih. Za razliko od GNOME, KDE, Xfce ali LXDE, se Unity naslanja na že obstoječe programe GTK +.